# Associazione Sportiva Dilettantistica Lupa Castelli Romani 2014-2015
Questa voce raccoglie le informazioni riguardanti l'Associazione Sportiva Lupa Castelli Romani nelle competizioni ufficiali della stagione 2014-2015.

## Stagione
La stagione 2014-2015 è la prima nel campionato di Serie D per la Lupa Castelli Romani che si ritrova nel campionato interregionale dopo aver vinto il torneo di Eccellenza la stagione precedente. La squadra viene inserita nel girone G ma prima dell'inizio del campionato viene esonerato Gagliarducci per divergenze societarie e al suo posto viene chiamato Mario Apuzzo. Il campionato inizia bene per la compagine giallorossa ma nonostante ciò viene esonerato all'ottava giornata anche Apuzzo, sempre per divergenze societarie. Il nuova mister è dunque Giorgio Galluzzo che conduce la "Lupa" alle semifinali di Coppa Italia Serie D, ove viene eliminata dal Monopoli e alla vittoria del campionato con 7 punti di vantaggio sulla Viterbese seconda classificata e alla promozione in Lega Pro, dopo due soli anni di vita. Nella successiva fase della Poule Scudetto i laziali si fermano al triangolare.

## Divise e sponsor
Lo sponsor tecnico per la stagione 2014-2015 è Gems mentre gli sponsor ufficiali sono Dolce Amaro e Euro Company.
| Casa | Trasferta | Terza divisa |

## Risultati

### Serie D

#### Girone di andata
| Rocca Priora 6 settembre 2014, ore 16:00 CEST 1ª giornata | Lupa Castelli Romani       | 0 – 0 | Arzachena | Stadio Montefiore\| Arbitro: \| Di Cairano (Ariano Irpino) \| |
| Arbitro:                                                  | Di Cairano (Ariano Irpino) |       |           |                                                               |

| Arbitro: | Loprete (Catanzaro) |

|  |           |                    |
|  | Marcatori | 45+3’, 87’ Siclari |

| Arbitro: | Di Paolo (Chieti) |

|                                                        |           |  |
| Nohman 4’, 80’ Icardi 9’ Siclari 39’ Boldrini 58’, 67’ | Marcatori |  |

| Arbitro: | Paterna (Teramo) |

|                            |           |                        |
| Saraniti 23’ Pacciardi 37’ | Marcatori | 24’ Nohman 31’ Siclari |

| Arbitro: | Scatigna (Teramo) |

|                        |           |                  |
| Nohman 24’ (rig.), 81’ | Marcatori | 39’ (rig.) Villa |

| Arbitro: | Miniutti (Maniago) |

|  |           |                   |
|  | Marcatori | 78’ (rig.) Nohman |

| Arbitro: | Pasciuta (Agrigento) |

|              |           |  |
| Boldrini 32’ | Marcatori |  |

| Arbitro: | Meleleo (Casarano) |

|                                      |           |                                     |
| De Angelis 30’ (rig.) D'Agostino 69’ | Marcatori | 73’ Nohman 85’ Siclari 90+3’ Chiesa |

| Arbitro: | Raciti (Acireale) |

|                                 |           |           |
| Noham 73’ (rig.) Boldrini 90+3’ | Marcatori | 40’ Succi |

| Arbitro: | Annaloro (Collegno) |

|             |           |                        |
| Fanasca 81’ | Marcatori | 33’ (rig.), 51’ Nohman |

| Arbitro: | Zingarelli (Siena) |

|                                                      |           |                            |
| Boldrini 33’ Icardi 36’ Traditi 53’ Siclari 71’, 79’ | Marcatori | 49’ Pagliaroli 85’ Roversi |

| Arbitro: | Fichera (Catania) |

|  |           |                                         |
|  | Marcatori | Siclari 5’, 28’ Nohman 24’ Boldrini 75’ |

| Arbitro: | Jouness (Torino) |

|              |           |          |
| 75’ Boldrini | Marcatori | Jeda 29’ |

| Arbitro: | Agostini (Bologna) |

|  |           |                      |
|  | Marcatori | 2’ Nohman 63’ Chiesa |

| Arbitro: | Sartori (Padova) |

|                                    |           |                  |
| Boldrini 4’ Nohman 24’ Siclari 54’ | Marcatori | 90+1’ D'Agostino |

| Arbitro: | Jouness (Torino) |

|                      |           |  |
| Merlonghi 67’ (rig.) | Marcatori |  |

| Arbitro: | De Tullio (Bari) |

|            |           |  |
| Nohman 73’ | Marcatori |  |

#### Girone di ritorno
| Arbitro: | Gualtieri (Asti) |

|  |           |                             |
|  | Marcatori | 49’, 70’ Siclari 57’ Nohman |

| Arbitro: | Fusco (Brindisi) |

|                                    |           |                    |
| Nohman 57’ (rig.), 81’ Montesi 84’ | Marcatori | 29’ (rig.) Delgado |

| Arbitro: | Mansi (Nocera Inferiore) |

|  |           |                                 |
|  | Marcatori | 23’, 64’ 41’ La Cava 70’ Chiesa |

| Arbitro: | Sozza (Seregno) |

|             |           |           |
| La Cava 78’ | Marcatori | 28’ Pippi |

| Arbitro: | Meraviglia (Pistoia) |

|           |           |            |
| Villa 20’ | Marcatori | 56’ Nohman |

| Arbitro: | Loprete (Catanzaro) |

|                                |           |  |
| La Cava 50’ Siclari 77’ (rig.) | Marcatori |  |

| Arbitro: | Gosetto (Schio) |

|              |           |                        |
| Giuntoli 56’ | Marcatori | 18’ Nohman 65’ Siclari |

| Arbitro: | Vigile (Cosenza) |

|                                                             |           |               |
| Nohman 9’, 53’ Chiesa 16’ Siclari 42’, 65’, 84’ La Cava 80’ | Marcatori | 50’ Benedetti |

| Arbitro: | Bruni (Fermo) |

|  |           |                                     |
|  | Marcatori | 21’ Icardi 45’ Boldirni 47’ Kosovan |

| Arbitro: | Raciti (Acireale) |

|                        |           |              |
| La Cava 76’ Barone 89’ | Marcatori | 66’ Massella |

| Arbitro: | Cudini (Fermo) |

|              |           |             |
| Esposito 65’ | Marcatori | 20’ Siclari |

| Rocca Priora 2 aprile 2015, ore 15:00 CEST 29ª giornata | Lupa Castelli Romani       | 0 – 0 | Palestrina | Stadio Montefiore\| Arbitro: \| Garofalo (Torre del Greco) \| |
| Arbitro:                                                | Garofalo (Torre del Greco) |       |            |                                                               |

| Arbitro: | Jouness (Torino) |

|          |           |              |
| Jeda 29’ | Marcatori | 75’ Boldrini |

| Arbitro: | Acquapendente (Genova) |

|             |           |  |
| La Cava 17’ | Marcatori |  |

| Arbitro: | Di Gioia (Nola) |

|  |           |                       |
|  | Marcatori | 6’ Chiesa 63’ Siclari |

| Arbitro: | Cenami (Rieti) |

|              |           |                  |
| Boldrini 43’ | Marcatori | 87’ (rig.) Pascu |

| Arbitro: | Dalla Palma (Milano) |

|                             |           |              |
| Khali 34’ Molino 50’, 90+4’ | Marcatori | 90’ Boldrini |

#### Poule scudetto
| Arbitro: | Esposito (Tolmezzo) |

|                                                |           |                   |
| Arena 7’ Savanarola 61’ (rig.), 79’ Tresor 64’ | Marcatori | 73’ (rig.) Chiesa |

| Arbitro: | Parrella (Battipaglia) |

|                                        |           |                                   |
| Siclari 17’ 60’ Kosovan 46’ Nohman 68’ | Marcatori | 7’ 64’ Moscelli 17’ (rig.) Olcese |

### Coppa Italia Serie D
| Arbitro: | Cenami (Rieti) |

|            |           |  |
| Nohman 32’ | Marcatori |  |

| Arbitro: | Marchetti (Ostia) |

|  |           |             |
|  | Marcatori | 65’ Traditi |

| Arbitro: | Massara (Reggio Calabria) |

|                                      |                      |                                              |
| Boldrini Nohman Icardi Conti Siclari | Tiri di rigore 5 – 4 | Giunta Corsini Nyamekeh Di Prisco Fontanella |

| Arbitro: | Fusco (Brindisi) |

|                                                       |                      |                                              |
| Rossi 90+4’                                           | Marcatori            | 43’ Montesi                                  |
| Rossi Trippa Martinelli Sargolini Massellam Cesaretti | Tiri di rigore 4 – 5 | Colantoni Siclari Conti De Gol Chiesa Baylon |

| Arbitro: | Cipriani (Empoli) |

|                                                        |           |                                        |
| Boldrini 19’ Nohman 40’ (rig.) Montesi 54’ Siclari 75’ | Marcatori | 10’ (rig.) Di Benedetto 45+1’ Giuntoli |

| Arbitro: | Paterna (Teramo) |

|           |           |  |
| Baylon 6’ | Marcatori |  |

| Arbitro: | Guida (Salerno) |

|                |           |                         |
| Manzo 31’, 52’ | Marcatori | 17’ Siclari 30’ Kosovan |

| Arbitro: | Volpi (Arezzo) |

|  |           |            |
|  | Marcatori | 43’ D'Anna |